# Lac Assinica
Lac Assinica är en sjö i Kanada.   Den ligger i regionen Nord-du-Québec i provinsen Québec, i den östra delen av landet, 600 km norr om huvudstaden Ottawa. Lac Assinica ligger 357 meter över havet. Arean är 93 kvadratkilometer. 
Trakten runt Lac Assinica är nära nog obefolkad, med mindre än två invånare per kvadratkilometer.